# Spanje op de Olympische Winterspelen 1948
Tijdens de Olympische Winterspelen van 1948, die in Sankt Moritz (Zwitserland) werden gehouden, nam Spanje voor de tweede keer deel.

## Deelnemers en resultaten

### Alpineskiën
| Olympiër        | Discipline     | Resultaat | Prestatie                                                                        |
| --------------- | -------------- | --------- | -------------------------------------------------------------------------------- |
| José Arias      | afdaling (m)   | 86e       | 4.11,4 (+1.16,4)                                                                 |
| José Arias      | slalom (m)     | 45e       | 2.55,9 (+45,6) 1.31,4+1.24,5                                                     |
| José Arias      | combinatie (m) | 54e       | 65,40 punten (+62,13) afdaling: 42,37 p (4.11,4) slalom: 23,03 p (1.42,6+1.24,5) |
| Juan Armiñán    | afdaling (m)   | 102e      | 5.41,2 (+2.46,2)                                                                 |
| Juan Armiñán    | combinatie (m) | dnf       | opgave afdaling: 5.41,2 slalom: opgave                                           |
| Ramón Blanco    | slalom (m)     | 65e       | 4.27,5 (+2.17,2) 2.18,5+2.09,0                                                   |
| Thomas Morawitz | afdaling (m)   | 89e       | 4.24,0 (+1.29,0)                                                                 |
| Thomas Morawitz | slalom (m)     | 51e       | 3.07,8 (+57,5) 1.37,0+1.30,8                                                     |
| Thomas Morawitz | combinatie (m) | 59e       | 73,06 punten (+69,79) afdaling: 49,11 p (4.24,0) slalom: 23,95 p (1.44,4+1.24,8) |
| Juan Poll       | slalom (m)     | 45e       | 2.55,9 (+45,6) 1.30,9+1.25,0                                                     |
| José Vila       | afdaling (m)   | 100e      | 5.13,0 (+2.18,0)                                                                 |
| José Vila       | combinatie (m) | dnf       | opgave afdaling: 5.13,0 slalom: opgave                                           |

Argentinië · België · Bulgarije · Canada · Chili · Denemarken · Finland · Frankrijk · Griekenland · Groot-Brittannië · Hongarije · IJsland · Italië · Joegoslavië · Libanon · Liechtenstein · Nederland · Noorwegen · Oostenrijk · Polen · Roemenië · Spanje · Tsjecho-Slowakije · Turkije · Verenigde Staten · Zuid-Korea · Zweden · Zwitserland